# Blue Wild Angel: Live at the Isle of Wight
Blue Wild Angel: Live at the Isle of Wight è un album live postumo di Jimi Hendrix pubblicato il 12 novembre 2002 dalla MCA Records.

## Il disco
Il disco contiene l'esibizione integrale di Hendrix al Festival dell'Isola di Wight tenutasi il 30 agosto 1970, solo tre settimane prima della morte del chitarrista. Alcune canzoni tratte dal concerto erano già state pubblicate sull'album Isle of Wight nel 1971 e su Live at Isle of Wight del 1991.
La versione lunga 22 minuti di Machine Gun include anche l'inconveniente tecnico delle interferenze del suono dei walkie-talkie del personale della sicurezza filtrato attraverso gli amplificatori.
Del disco venne pubblicata anche una versione in DVD ma senza tre brani rispetto al CD (Midnight Lightning, Hey Baby (New Rising Sun) e Hey Joe). Fu messo in commercio anche un CD degli "highlights" del concerto, con gli 11 migliori brani della versione estesa.

## Tracce
Tutti i brani sono opera di Jimi Hendrix, eccetto dove indicato.

### Disco 1
1. God Save the Queen (Traditional) - 3:54
2. Sgt. Pepper's Lonely Hearts Club Band (John Lennon, Paul McCartney) - 0:49
3. Spanish Castle Magic - 5:09
4. All Along the Watchtower (Bob Dylan) - 5:39
5. Machine Gun - 22:10
6. Lover Man - 2:58
7. Freedom - 4:36
8. Red House - 11:36
9. Dolly Dagger - 6:01
10. Midnight Lightning - 6:23

### Disco 2
1. Foxy Lady - 9:11
2. Message to Love - 6:23
3. Hey Baby (New Rising Sun) - 6:58
4. Ezy Ryder - 4:34
5. Hey Joe (Billy Roberts) - 4:32
6. Purple Haze - 3:31
7. Voodoo Child (Slight Return) - 8:16
8. In From the Storm - 6:14

### Highlights CD
1. God Save the Queen (Traditional) - 3:54
2. Sgt. Pepper's Lonely Hearts Club Band (Lennon, McCartney) - 0:49
3. Spanish Castle Magic - 5:09
4. All Along the Watchtower (Dylan) - 5:39
5. Machine Gun - 18:22
6. Lover Man - 2:58
7. Freedom - 4:36
8. Red House - 11:36
9. Dolly Dagger - 6:01
10. Hey Baby (New Rising Sun) - 6:58
11. In From the Storm - 6:14

### DVD
1. God Save the Queen (Traditional)
2. Sgt. Pepper's Lonely Hearts Club Band (Lennon, McCartney)
3. Spanish Castle Magic
4. All Along the Watchtower (Dylan)
5. Machine Gun
6. Lover Man
7. Freedom
8. Red House
9. Dolly Dagger
10. Foxey Lady
11. Message to Love
12. Ezy Ryder
13. Purple Haze
14. Voodoo Child (Slight Return)
15. In From the Storm

## Formazione
- Jimi Hendrix: chitarre, voce
- Mitch Mitchell: batteria
- Billy Cox: basso